# Сольтанабад (Марказі)
Сольтанабад (перс. سلطان اباد) — село в Ірані, у дегестані Рудшур, в Центральному бахші, шахрестані Зарандіє остану Марказі. За даними перепису 2006 року, його населення становило 157 осіб, що проживали у складі 46 сімей.

## Клімат
Середня річна температура становить 16,26°C, середня максимальна – 35,62°C, а середня мінімальна – -6,62°C. Середня річна кількість опадів – 250 мм.
| Клімат поселення                              | Клімат поселення | Клімат поселення | Клімат поселення | Клімат поселення | Клімат поселення | Клімат поселення | Клімат поселення | Клімат поселення | Клімат поселення | Клімат поселення | Клімат поселення | Клімат поселення | Клімат поселення |
| Показник                                      | Січ.             | Лют.             | Бер.             | Квіт.            | Трав.            | Черв.            | Лип.             | Серп.            | Вер.             | Жовт.            | Лист.            | Груд.            |                  |
| Середній максимум, °C                         | 10,90            | 13,87            | 18,34            | 24,75            | 29,95            | 34,88            | 35,62            | 34,49            | 30,46            | 24,03            | 17,44            | 11,14            |                  |
| Середня температура, °C                       | 2,13             | 5,10             | 9,57             | 15,98            | 21,20            | 26,10            | 29,25            | 28,13            | 24,09            | 17,66            | 11,08            | 4,78             |                  |
| Середній мінімум, °C                          | −6,62            | −3,64            | 0,81             | 7,22             | 12,44            | 17,34            | 22,90            | 21,78            | 17,75            | 11,30            | 4,71             | −1,58            |                  |
| Норма опадів, мм                              | 36               | 35               | 44               | 29               | 21               | 4                | 2                | 1                | 1                | 16               | 25               | 36               |                  |
| Середньомісячна швидкість вітру, м/с          | 1.56             | 2.14             | 2.88             | 3.20             | 2.93             | 2.84             | 2.93             | 2.82             | 2.40             | 2.27             | 1.96             | 1.74             |                  |
| Середньомісячна сонячна радіація, кДж/м²·день | 9099             | 11766            | 14388            | 17971            | 22039            | 25953            | 25653            | 23338            | 19786            | 14552            | 10798            | 8633             |                  |
| --------------------------------------------- | ---------------- | ---------------- | ---------------- | ---------------- | ---------------- | ---------------- | ---------------- | ---------------- | ---------------- | ---------------- | ---------------- | ---------------- | ---------------- |
| Джерело:                                      |                  |                  |                  |                  |                  |                  |                  |                  |                  |                  |                  |                  |                  |